# Archispirostreptus curiosum
Archispirostreptus curiosum är en mångfotingart som beskrevs av Filippo Silvestri 1895. Archispirostreptus curiosum ingår i släktet Archispirostreptus och familjen Spirostreptidae. Inga underarter finns listade i Catalogue of Life.